# Cethosia cydippe
Cethosia cydippe (Red Lacewing) ist ein tropischer Schmetterling aus der Gattung Cethosia aus der Familie der Edelfalter (Nymphalidae).

## Merkmale
Die Flügel der Falter haben eine Flügelspannweite von etwa acht Zentimetern. Sie sind außen schwarz und zum schwarzen und oberseits braunen Körper hin leuchtend rot gefärbt. Vor den Flügelspitzen der Vorderflügel verläuft ein weißes Band. Die Unterseite der Vorderflügel gleicht der Oberseite. Die Unterseite der Hinterflügel ist braun, an der Basis orange-rot mit einer Zeichnung aus länglichen, weißrandigen schwarzen Flecken. In der Postdiskalregion verläuft ein Band aus dunklen Flecken mit hellem Rand.
Die ausgewachsenen Raupen sind schwarz mit gelben Querstreifen und schwarzen Dornen.

## Verbreitung
Cethosia cydippe kommt auf Neuguinea, den indonesischen Inseln Aru, Kei, den Molukken sowie in Queensland (Australien) am nördlichen Golf von Carpentaria und an der Nordostküste vor.
Entsprechend dem großen Verbreitungsgebiet gibt es zahlreiche Unterarten, von denen in Australien die Unterart Cethosia cydippe ssp. chrysippe (Synonym Cethosia chrysippe) vorkommt.

## Lebensweise
Die Raupen ernähren sich von Adenia heterophylla und Arten der Gattung Hollrungia aus der Familie der Passionsblumengewächse (Passifloraceae).